# Innocent Hilarion Lotocky
Innocent Hilarion Lotocky OSBM (* 3. November 1915 in Stari Petlykiwzi, Österreich-Ungarn, heute Oblast Ternopil, Ukraine; † 4. Juli 2013 in Chicago, USA) war Bischof von Saint Nicolas of Chicago der Ukrainischen Griechisch-Katholischen Kirche in den Vereinigten Staaten.

## Leben
Innocent Hilarion Lotocky trat der Ordensgemeinschaft der Basilianer bei und empfing am 24. November 1940 die Priesterweihe.
Papst Johannes Paul II. ernannte ihn am 22. Dezember 1980 zum Bischof von Saint Nicolas of Chicago. Der Großerzbischof von Lemberg, Jossyf Ivanovič Kardinal Slipyj, weihte ihn am 1. März des nächsten Jahres zum Bischof; Mitkonsekratoren waren Basil Harry Losten, Bischof von Stamford, und Neil Nicholas Savaryn OSBM, Bischof von Edmonton.
Am 2. Juli 1993 nahm Papst Johannes Paul II. seinen altersbedingten Rücktritt an.